# Kongpo Gyada
Kongpo Gyada Dzong, Chinees: Gongbo'gyamda Xian is een arrondissement in de prefectuur Nyingtri in de Tibetaanse Autonome Regio, China. Het ligt op ongeveer 275 km ten oosten van Lhasa. De naam betekent vertaald grote deltavallei.

## Geografie en klimaat
|  |
|  |

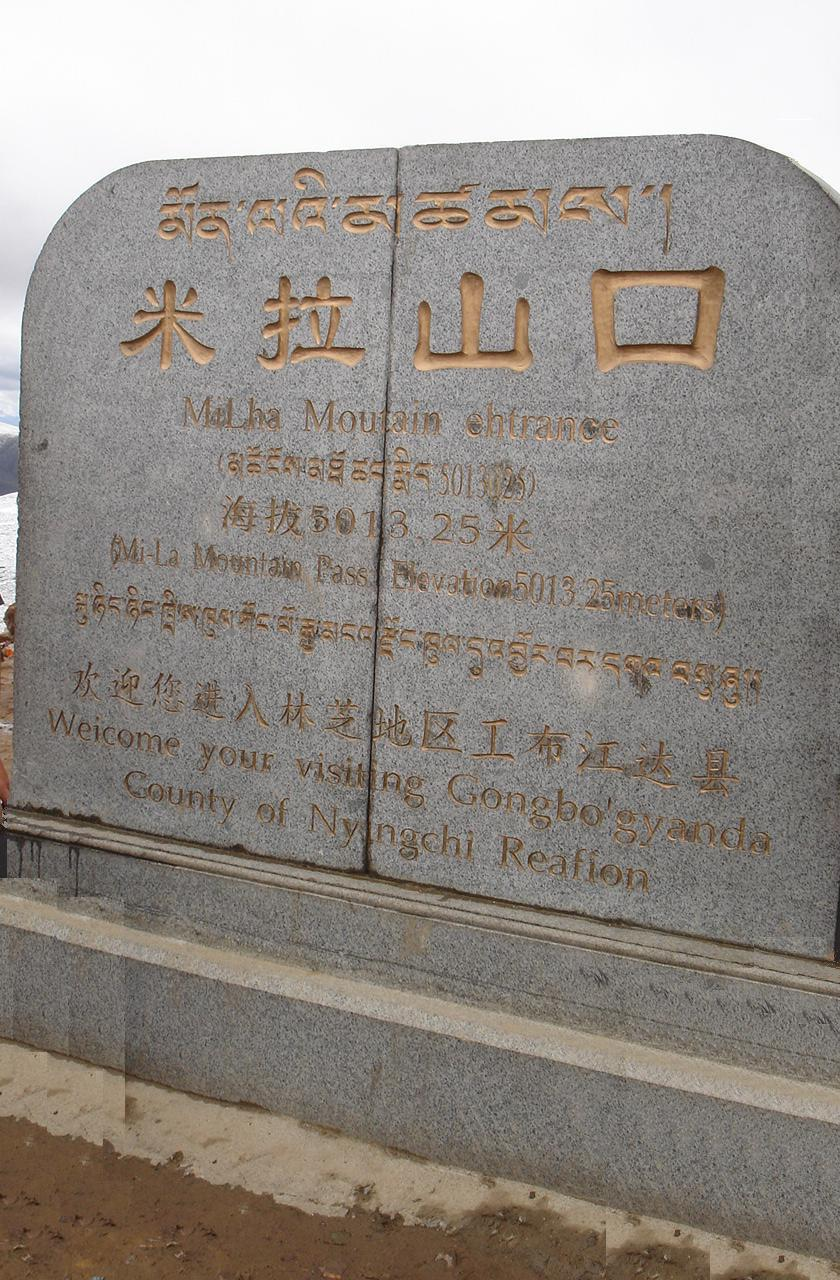
Milha-pas naar Kongpo Gyada

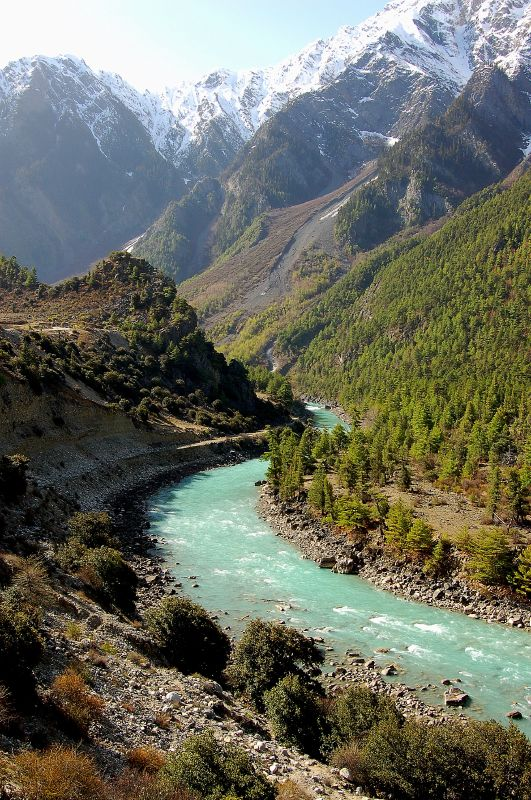
De rivier Nyang

Het heeft een oppervlakte van 12.886 km² en in 1999 telde het 23.818 inwoners. De gemiddelde hoogte is 3500 meter. De gemiddelde jaarlijkse temperatuur is 6,2 °C en jaarlijks valt er gemiddeld 646,2 mm neerslag.
Kongpo Gyada ligt in het oosten van de Tibetaanse Autonome Regio, ten zuiden van de berg Nyainqentanglha. Het ligt ten noorden van de rivier Yarlung Tsangpo en in het stroomgebied van de rivier Nyang. In het gebied bevinden zich veel meren.
In het arrondissement ligt het meer Gonggo, met een oppervlakte van 26 km² en het meer Basum Tso, een groenkleurig meer op een hoogte van rond 3700 meter. Door Kongpo Gyada loopt de nationale weg G318.

## Fauna
In het gebied komen in het wild luipaarden, edelherten, Aziatische zwarte beren, bruine beren, otters, apen en zwartnek-kraanvogels voor. Verder is er een grote variëteit aan planten.

## Infrastructuur
De weg Sichuan-Tibet of China National Highway 318 loopt door het gebied. De wegen in het gebied hebben in de jaren 2000 een totale lengte van 380 km.